# Грегуар, Пепе
Пьер Поль «Пепе» Грегуар (нидерл. Pierre Paul «Pépé» Grégoire; род. 3 ноября 1950, Тетеринген, Нидерланды) — известный голландский скульптор, медайлер и керамист.

## Биография
Пьер Поль Грегуар родился 3 ноября 1950 года в семье творческих людей: его отец Поль был скульптором, а дед Джон художником.
Учился в Голландской государственной академии изящных искусств с 1968 по 1974 год.
В 1982 году создал портрет королевы Беатрикс.

## Творчество
Некоторые работы скульптора:
- 1980: «Сила ветра 8» (Хилверсюм)
- 1982: «Молодожёны» (Блерик)

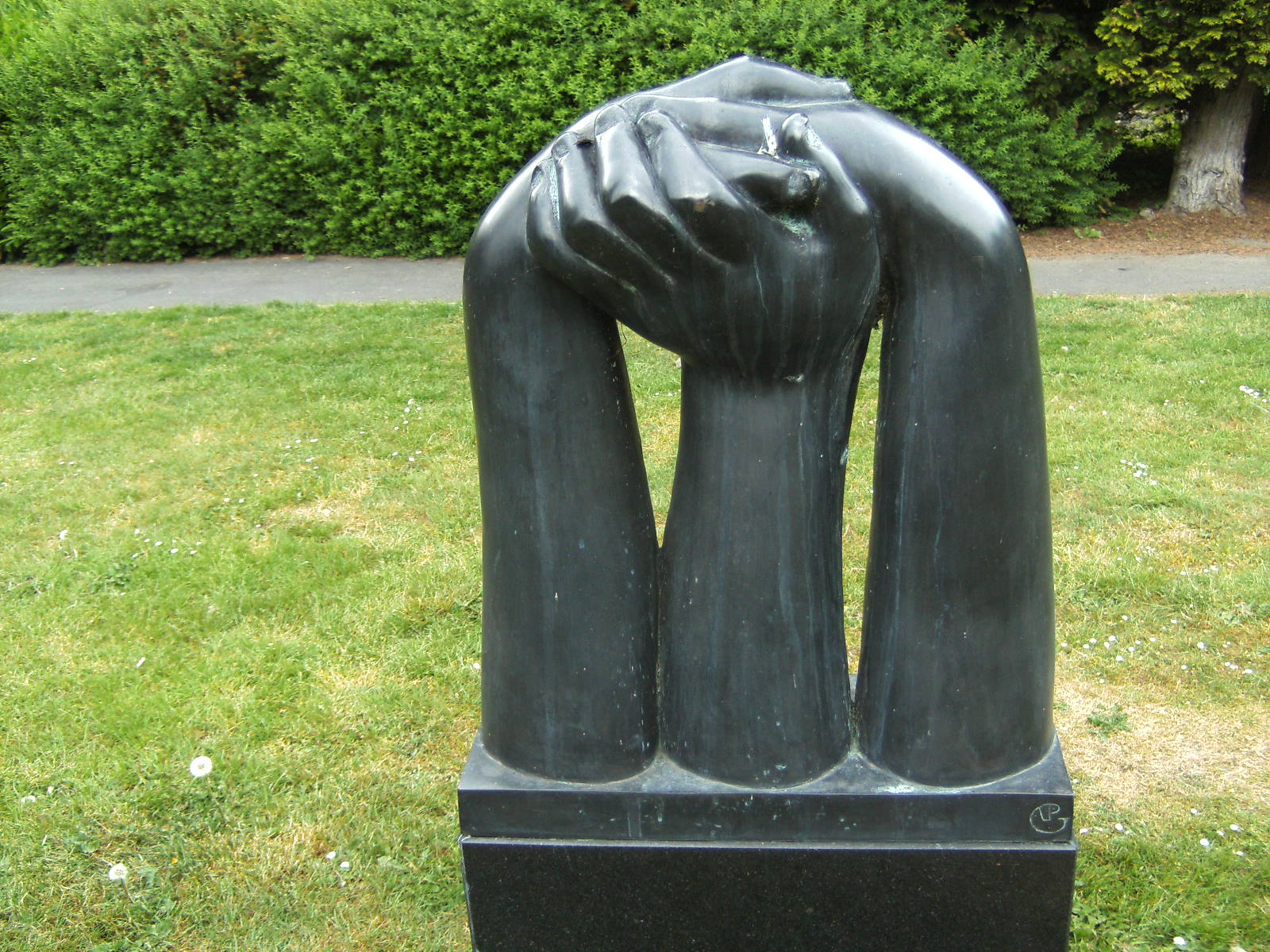
«Три руки»

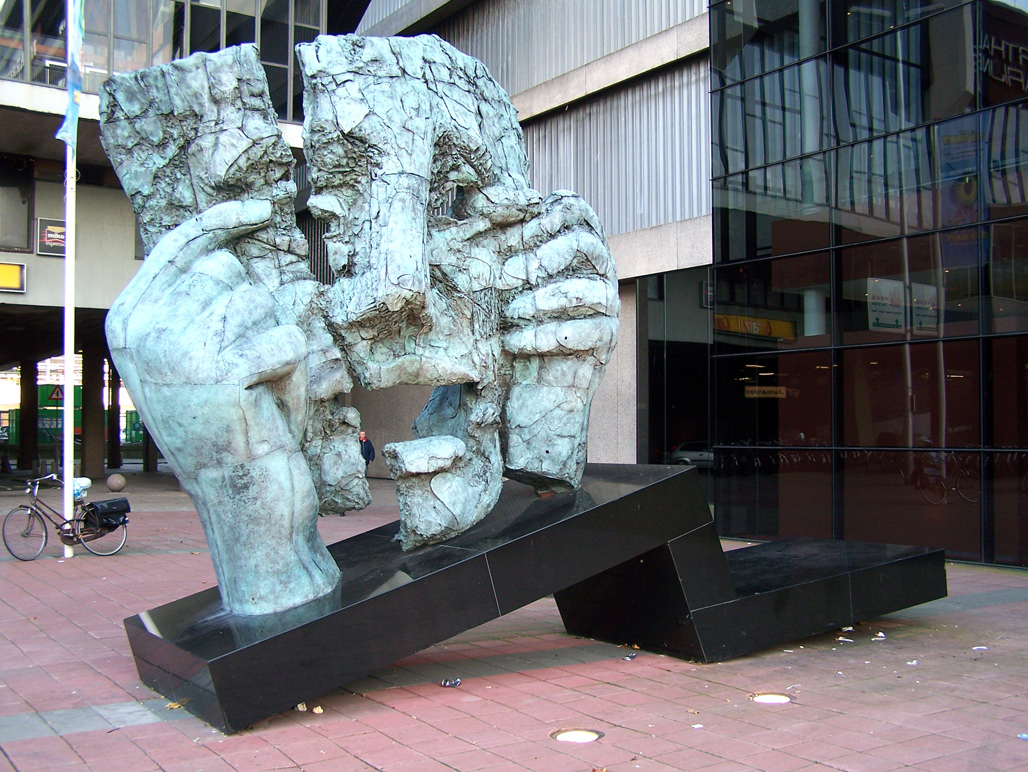
«Разоблачение»

- 1983: «Укрытие от дождя» (Энсхеде)
- 1991: «Три руки» (Маргратен, площадь Америки, Ратуша)
- 1993: «Аппаратное и программное обеспечение» (Шейндел)
- 1994: «Молитва» (Лёсден); «Сёстры под сводами» (Зволле)
- 1995: «Тирада» (Хилверсюм)
- 1999: «Разоблачение» (Утрехт, площадь Джарбеурс, возле театра «Беатрикс»)
- 2000: «Фанфара» (Гитхорн)